# Eric Jelen
Eric Jelen, né le 11 mars 1965 à Trèves, est un ancien joueur de tennis professionnel allemand.

## Carrière
Ses principaux succès ont été les deux succès allemands en Coupe Davis en 1988 et 1989 remportées avec Boris Becker et Carl-Uwe Steeb. Le rôle de Jelen dans l'équipe était de jouer le double avec Boris Becker et lors des deux finales, à chaque fois face à la Suède, ils ont gagné la partie en cinq sets. Ces victoires étaient importantes car de 1978 à 2001, l'équipe qui gagnait le double avait à chaque fois soulevé le trophée.
Son meilleur classement en simple fut 23e en juillet 1986 et 18e en double. Il a gagné un titre en simple sur le circuit ATP à Bristol en 1989 ainsi que cinq titres en double.
Eric Jelen a été champion allemand en salle de 1985 à 1987 et champion d'Allemagne par équipes de 1984 à 1988.
En 1990, il a atteint les demi-finales de l'Open de Manchester où il fut battu par le vainqueur Pete Sampras.

## Palmarès

### Titre en simple messieurs
| No | Date       | Nom et lieu du tournoi                | Catégorie | Dotation  | Surface      | Finaliste  | Score         |  |
| -- | ---------- | ------------------------------------- | --------- | --------- | ------------ | ---------- | ------------- |  |
| 1  | 19-06-1989 | Tournoi de tennis de Bristol, Bristol |           | 100 000 $ | Gazon (ext.) | Nick Brown | 6-4, 3-6, 7-5 |  |

### Finale en simple messieurs
| No | Date       | Nom et lieu du tournoi    | Catégorie       | Dotation  | Surface    | Vainqueur      | Score         |  |
| -- | ---------- | ------------------------- | --------------- | --------- | ---------- | -------------- | ------------- |  |
| 1  | 05-10-1987 | Queensland Open, Brisbane | GP World Series | 150 000 $ | Dur (int.) | Kelly Evernden | 3-6, 6-1, 6-1 |  |

### Titres en double messieurs
| No | Date       | Nom et lieu du tournoi                        | Catégorie       | Dotation  | Surface         | Partenaire        | Finalistes                        | Score         |  |
| -- | ---------- | --------------------------------------------- | --------------- | --------- | --------------- | ----------------- | --------------------------------- | ------------- |  |
| 1  | 15-02-1988 | Stella Artois Indoor Milan                    |                 | 372 500 $ | Moquette (int.) | Boris Becker      | Miloslav Mečíř Tomáš Šmíd         | 6-3, 6-3      |  |
| 2  | 04-10-1988 | Queensland Open Brisbane                      | GP World Series | 165 000 $ | Dur (int.)      | Carl-Uwe Steeb    | Grant Connell Glenn Michibata     | 6-4, 6-1      |  |
| 3  | 20-02-1989 | Grand Prix de tennis de Lyon Lyon             |                 | 261 000 $ | Moquette (int.) | Michael Mortensen | Jakob Hlasek John McEnroe         | 6-2, 3-6, 6-3 |  |
| 4  | 19-08-1991 | Norstar Bank Hamlet Challenge Cup Long Island | World Series    | 225 000 $ | Dur (ext.)      | Carl-Uwe Steeb    | Doug Flach Diego Nargiso          | 0-6, 6-4, 7-6 |  |
| 5  | 04-11-1991 | Kremlin Cup Moscou                            | World Series    | 297 000 $ | Moquette (int.) | Carl-Uwe Steeb    | Andreï Cherkasov Aleksandr Volkov | 6-4, 7-6      |  |

### Finales en double messieurs
| No | Date       | Nom et lieu du tournoi                      | Catégorie           | Dotation  | Surface         | Vainqueurs                        | Partenaire   | Score         |          |
| -- | ---------- | ------------------------------------------- | ------------------- | --------- | --------------- | --------------------------------- | ------------ | ------------- | -------- |
| 1  | 15-09-1986 | German International Championships Hambourg | Championship Series | 250 000 $ | Terre (ext.)    | Sergio Casal Emilio Sánchez       | Boris Becker | 6-4, 6-1      |          |
| 2  | 16-02-1987 | Pilot Pen Classic Indian Wells              | Championship Series | 350 000 $ | Dur (ext.)      | Guy Forget Yannick Noah           | Boris Becker | 6-4, 7-6      | Parcours |
| 3  | 17-10-1988 | Seiko Super Tennis Tokyo                    |                     | 500 000 $ | Moquette (int.) | Andrés Gómez Slobodan Živojinović | Boris Becker | 7-5, 5-7, 6-3 |          |
| 4  | 08-05-1989 | German International Championships Hambourg | Championship Series | 500 000 $ | Terre (ext.)    | Emilio Sánchez Javier Sánchez     | Boris Becker | 6-4, 6-1      |          |
| 5  | 23-10-1989 | Frankfurt Cup Francfort                     |                     | 175 000 $ | Moquette (int.) | Pieter Aldrich Danie Visser       | Kevin Curren | 7-6, 6-7, 6-3 |          |
| 6  | 08-04-1991 | Trofeo Conde de Godó Barcelone              | Championship Series | 510 000 $ | Terre (ext.)    | Horacio de la Peña Diego Nargiso  | Boris Becker | 3-6, 7-6, 6-4 |          |